# أشبور
الأُشْبُور أو الكَرْكار أو أرَارُو (الاسم العلمي Polyborus)، جنس طيور من الجوارح تنتمي إلى فصيلة الصقرية. أنواعه الحية أثنان والمنقرضة خمسة. وهو مستطيل السقط. ربع الجثة، طوله نحو 45 سم. موطنه البلاد الأمريكية (الوسطى والجنوبية). يعيش أزواجًا لا يفصلها سوا الموت. قوته الجيف والحشرات والحيات لا يعف عنها أينما شاهدها. أنثاه تبيض أربع رفنات تحضنها بمناوبة الذكر نحو أربعة أسابيع.